# Floribundaria floribunda
Floribundaria floribunda là một loài Rêu trong họ Meteoriaceae. Loài này được (Dozy & Molk.) M. Fleisch. miêu tả khoa học đầu tiên năm 1905.